# Gymnoscelis semivinosa
Gymnoscelis semivinosa là một loài bướm đêm trong họ Geometridae.